# Ich bin David
Ich bin David (dänischer Originaltitel David) ist ein Jugendroman der dänischen Schriftstellerin Anne Holm, der im Jahr 1963 beim Verlag Gyldendal veröffentlicht wurde. Die deutsche Erstausgabe in einer Übersetzung von Senta Kapoun erschien 1964 beim Ueberreuter Verlag. Der Roman war Holms größter Erfolg: Von ihm erschienen Übersetzungen in zwölf Ländern und im englischen Radio und Fernsehen wurde die Erzählung als Serie gesendet.

## Inhalt
Der zwölfjährige David kann sich nur an ein Leben in einem Gefangenenlager erinnern. Die Gefängniswärter sind grausam, das Essen ist eintönig und knapp, die Lagerbedingungen sind extrem hart. In einem Mithäftling namens Johannes findet David einen Lehrmeister, der ihm Französisch sowie Lesen und Schreiben beibringt und ihn davon überzeugt, niemals so zu werden wie seine Peiniger. Als eines Tages einer der Wärter David einen Hinweis gibt, wie er fliehen könne, ist David überzeugt, dass es sich um eine Falle handle. Dennoch riskiert er den Ausbruch und zu seiner Verwunderung gelingt die Flucht. Wie vom Wärter angekündigt findet er unweit des Lagers ein Bündel mit Verpflegung, ein Stück Seife und einen Kompass. Er folgt den Anweisungen des Wärters und schlägt sich bis zur Küste durch, um dort als Blinder Passagier auf einem Schiff nach Italien zu gelangen. Zwar wird er entdeckt, doch der Matrose erbarmt sich des Jungen und verhilft ihm an Land. In Italien lernt er erstmals das Leben außerhalb des Lagers und die Schönheit der Natur kennen.
Er bleibt zwar weiterhin auf der Hut, traut sich aber mehr und mehr den Kontakt mit den Menschen zu, vor allem um kleinere Tätigkeiten zu verrichten und Geld zu verdienen. Sehr zu Hilfe kommt David, dass er in seinem Gefangenenlager gleich mehrere Sprachen gelernt hat. In schwierigen Situationen betet David zum «Gott der grünenden Weiden und der ruhigen Wasser» und ersucht diesen um Hilfe. Als er das kleine Mädchen Maria aus einer brennenden Hütte rettet, kann er sich erstmals mit dieser Heldentat für die bisherige von Gott erwiesene Güte bedanken. Marias Familie nimmt David bei sich auf und er verbringt viele Stunden mit dem schönen Mädchen, das David zum ersten Mal zum Lächeln gebracht hat. Doch Marias Mutter kann sich trotz aller Dankbarkeit für die Rettung ihrer Tochter mit dem seltsamen Jungen nicht anfreunden und so verlässt David schließlich die Familie, um gemäß den Anweisungen seines Fluchthelfers die Route von Italien nach Dänemark fortzusetzen.
Per Anhalter gelangt David schließlich in die Schweiz, wo er in der Nähe von Lugano einer Dänin namens Sophie Bang begegnet, die David ersucht, ihn malen zu dürfen. Er steht ihr daraufhin Modell und geht am Abend mit zu ihr in ihre Wohnung. Dort entdeckt David unter ihren Büchern ein Fotoalbum und ein Bild einer Frau namens Edith Hjort Fengel, deren Augen ihn faszinieren. Als ihm Sophie die Geschichte dieser Frau erzählt, ist sich David sicher, dass Edith seine Mutter sein muss: Sie und ihr Mann waren vor Jahren in einem fremden Land aufgrund der politischen Lage mit ihrem einjährigen Sohn David in ein Gefangenenlager gekommen. Während ihr Gatte und der kleine Sohn angeblich umgebracht worden waren, verhalf ein Wärter, der in Edith verliebt war, der Frau zu Papieren und zur Flucht nach Dänemark. Genau derselbe Wärter war es, der auch David schließlich zur Flucht verholfen hatte.
David setzt daraufhin seinen Weg Richtung Norden fort, kommt aber beim Überqueren des Sankt-Gotthard-Passes in einen Schneesturm und entgeht nur knapp dem Tod, indem er sich mit letzter Kraft zu einem Bauernhof schleppt. Der Besitzer entpuppt sich als grausamer Tyrann, bei dem David während des gesamten Winters in einem Stall eingesperrt wird und tagsüber bis zur Erschöpfung schuften muss. Als endlich der Frühling kommt, gelingt David zusammen mit King, dem Hund des Bauern, mit dem er sich in der Zwischenzeit angefreundet hat, die Flucht. In Deutschland angekommen, schlagen sich die beiden per Anhalter weiter Richtung Norden durch. Als sie versehentlich in die Nähe eines Straflagers kommen, entkommt David den Soldaten nur dadurch, dass sich King den Männern entgegenwirft und dabei erschossen wird. Letztlich schafft es David an sein Ziel. In Kopenhagen angekommen, steht er schließlich vor der Haustür von Edith Hjort Fengel. Als diese die Tür öffnet und der Junge die Worte «Madame – ich bin David» spricht, erkennt die Mutter sofort ihren Sohn und nimmt ihn überglücklich in die Arme.

## Rezeption
Victoria Neumark schreibt in ihrer Buchrezension: „Anne Holms bewegende Geschichte beginnt mit einem Rätsel: Was ist mit David geschehen? Er hat sein ganzes bisheriges Leben in einem osteuropäischen Konzentrationslager verbracht. Viele Leser und Schüler haben versucht herauszufinden, ob David ein Opfer der Stalinistischen Säuberungen war. Ein besserer Zugang zum Buch und zu Holms Intention erschließt sich jedoch über Kafka: Indem die Autorin kulturelle und persönliche Identifikationselemente ausschaltet, erforscht sie den Kampf eines Individuums, ein unmenschliches Leben zu überwinden. Das tut sie behutsam und einfühlend. […] Davids Reise symbolisiert die schwierige Suche des unterdrückten Menschen nach Freiheit, vor allem innere Freiheit – vielleicht auch eine Metapher für Europa nach dem Zweiten Weltkrieg.“

## Auszeichnungen
Der Roman gewann den Gydendal Preis für das ‚beste skandinavische Kinderbuch‘ im Jahr 1963.

## Referenzen
Ich bin David ist in dem literarischen Nachschlagewerk 1001 Kinder- und Jugendbücher – Lies uns, bevor Du erwachsen bist! für die Altersstufe 12+ Jahre enthalten.

## Ausgaben
- David. Gyldendal, Dänemark 1963 (dänisch).
- Ich bin David. Carl Ueberreuter, Wien 1964.

## Adaptionen
Das Buch wurde 2003 unter der Regie von Paul Feig als I am David verfilmt.